# Peters (Contea di Franklin, Pennsylvania)
 Peters  è una township della contea di Franklin nello stato della Pennsylvania. Al censimento del 2000 la comunità contava 4 251 abitanti.
All'interno della township è ricompreso il villaggio di Cove Gap, che ha dato i natali a James Buchanan, 15º Presidente degli Stati Uniti, uno degli unici due presidenti della storia americana, insieme al 46⁰ Presidente Joe Biden, ad essere nato in Pennsylvania. La comunità lo celebra con un parco ed un monumento a lui dedicati, anche se la sua salma è stata inumata nel cimitero della città di Lancaster, ove morì.